# Fazendo Meu Filme
Fazendo Meu Filme é um filme de comédia romântica brasileiro, produzido pela Panorâmica Filmes,  Galeria Distribuidora com distribuição da Prime Video com direção de Pedro Antônio, co-direção de Marco Antonio de Carvalho e roteiro de Paula Pimenta em parceria com Bruna Horta.  O filme estreiou 14 de Fevereiro de 2024 na plataforma de vídeos da Amazon, Prime vídeo. O Filme é uma adaptação do bestseller Fazendo meu Filme: A Estreia de Fani, da escritora e roteirista Paula Pimenta, lançado em 2008.

## Sinopse
Em Fazendo Meu Filme, acompanhamos a história de Fani (Estefânia), uma adolescente igual a tantas outras, que adora as amigas, estuda para passar nas provas da escola, vive apaixonada e é louca por cinema. Durante o ano letivo, sua mãe insiste que ela participe de uma seleção para fazer intercâmbio no exterior. E tudo muda em sua vida quando passa em primeiro lugar. As reveladoras conversas por telefone ou MSN e os constantes bilhetinhos durante a aula passam a ter outro assunto: a viagem que se aproxima. Mergulhe no fascinante universo de Fani, uma menina cheia de expectativas, que como toda adolecente tem de lidar com seus sentimentos e conflitos internos, entre continuar sua rotina, com seus amigos, familiares, estudos e seu inesperado novo amor, ou se aventurar em outro país e mergulhar num mundo cheio de novas possibilidades. As melhores cenas da vida de Fani podem ainda estar por vir… 

## Elenco
- Bela Fernandes como Estefânia Castelino Belluz (Fani)
- Xande Valois como Leonardo Morel Santiago (Leo)
- Giovanna Chaves como Vanessa
- Alanys Santos  como Gabriela Alckmin (Gabi)
- Kíria Malheiros como Priscila Vulcano Panogopoulos (Pri)
- Pedro David como Rodrigo Lidman Rochette (Rô)
- Matheus Costa como Alberto Castelino Belluz
- Julia Svacinna como Natália (Nat)
- Anderson Lima  como Alan
- Caio Paduan como Marcos (Marquinho)
- Samara Felippo como Cristiana Castelino Belluz
- Saulo Rodrigues como João Otávio Castelino Belluz
- Mabel Cezar como
- Pâmela Tomé como Alice
- Pedro Novaes como Rafael (Rafa)
- Regina Sampaio como Imaculada
- Josie Antello como Bruna
- Maria Alice como Erica
- Milena Mello como Laura

## Produção
No aniversário de 12 anos da obra original a autora, Paula Pimenta anunciou durante que Fazendo meu Filme finalmente viraria um filme com gravação previstas para 2021. Em 23 de julho de 2021, depois de muitos testes e suspenses foi anunciado que a atriz Bela Fernandes tinha sido escolhida para interpletar a protagonista Fani.
Já 28 de julho de 2021, foi anunciado que o ator Xande Valois foi escolhido como co-protagonista da adaptação. Dia 30 de julho de 2021, Giovanna Chaves foi anunciada como a vilã da trama Vanessa. Nos dias 4 e 5 de agosto de 2021 Pedro David e Kiria Malheiros foram anunciados como casal Priscila e Rodrigo (da também obra Minha Vida Fora de Série) e Alanys Santos e Julia Svacinna como Gabriela (Gabi) e Natália (Nat) as melhores amigas da protagonista.[carece de fontes?]
As gravações do filme foram iniciadas em 09 de agosto de 2021 no Rio de Janeiro e finalizadas no dia 10 de setembro do mesmo ano.[carece de fontes?]

## Divulgação
A campanha de marketing do filme foi iniciada no dia 18 de junho em uma live no Instagram da autora do livro. Trechos da peça de divulgação também foram divulgados pelo elenco do filme nas redes sociais. Com o anúncio do dia 23 de junho, as palavras Fani e Paula Pimenta ficarm nos Trending Tropics no Twitter. A Galeria Distribuidora estimou que o alcance da divulgação nas redes sociais foi de 29 milhões de pessoas.
No dia 18 de Janeiro de 2024, foi confirmado através das redes sociais o poster oficial, junto a data oficial da estreia do filme para 14 de Fevereiro no Prime Video.